# Norbert Möslang
Norbert Möslang (* 6. Oktober 1952 in St. Gallen) ist ein Schweizer Improvisationsmusiker (Sopransaxophon, Kontrabassklarinette, Live-Elektronik) und Geigenbauer.

## Leben und Wirken
Möslang hatte Klavierunterricht. Er lernte dann autodidaktisch Sopransaxophon und Kontrabassklarinette. Von 1972 arbeitete er 30 Jahre lang mit Andy Guhl im Duo; seit 1984 waren die beiden als Voice Crack unterwegs. Mit Erik M und Günter Müller erweiterte sich das Duo zum Ensemble poire_z.
Möslang setzte dabei zunehmend „geknackte“ Alltagselektronik in seinen Improvisationen ein; dabei greift er in die Schaltkreise von Alltagsgegenständen ein, verbindet sie neu, „knackt ihren Code“, wie er es nennt, und funktioniert sie zu Musikinstrumenten um. Er spielte außerdem mit Barbetomagus, Jim O’Rourke, Yoshihide Otomo, Keith Rowe, Carlos Zingaro, Irène Schweizer, Kurt Liedwart und Jason Kahn. Er verfasst auch Filmmusik. Für seine Arbeit an Peter Liechtis Dokumentarfilm Das Summen der Insekten gewann er 2010 den Schweizer Filmpreis für die beste Filmmusik.
Daneben arbeitet Möslang auch als Fotograf.

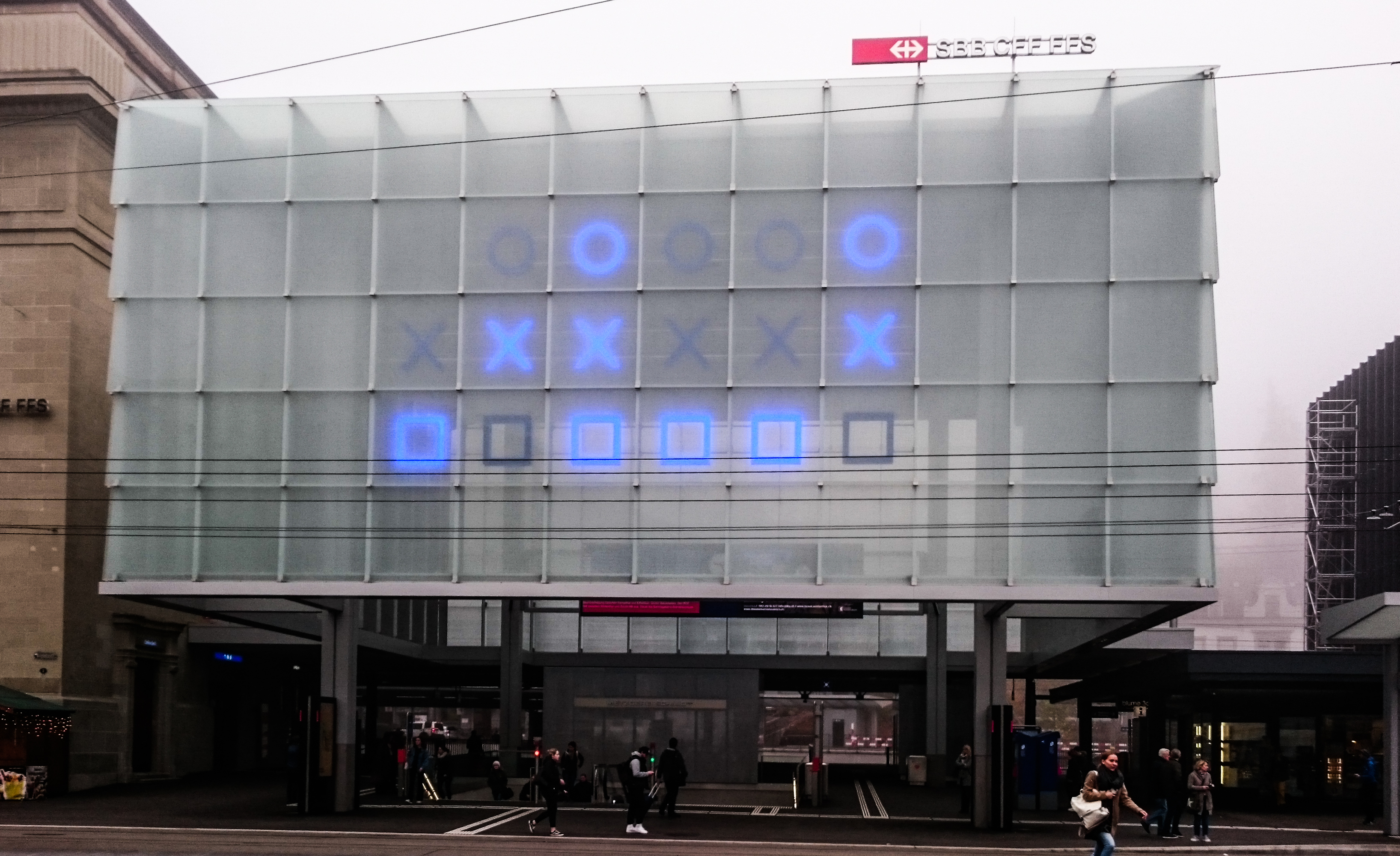
Binäre Uhr am Bahnhof St. Gallen

Ein prominentes Werk von Norbert Möslang ist die binäre Uhr an der gläsernen Eingangshalle des St. Galler Bahnhofs. 

## Diskographische Hinweise
- Norbert Möslang: lat_nc_ (For4Ears, 2004)
- Günter Müller – Norbert Möslang: boom_box (Grob, 2004)
- poire_z + Phil Minton: q (For4Ears, 2004)